# Llengua caddo
El caddo és l'única llengua supervivent de les llengües caddo meridionals. És parlada per uns pocs membres de Nació Caddo d'Oklahoma. Actualment, només resten uns 25 parlants ancians, cap dels quals és monolingüe caddo, cosa que fa del caddo una llengua amenaçada. El caddo té diversos dialectes mútuament intel·ligibles; alguns dels dialectes més prominents són kadohadacho, hasinai, hainai, natchitoches i yatasi. Actualment els dialectes més utilitzats són hasinai i hainai. El caddo està emparentat lingüísticament amb els membres de la família caddo septentrional, que inclou les llengües pawnee-kitsai (keechi) (arikara, kitsai, i pawnee) i wichita. El kitsai està extingit, i el pawnee, arikara, i wichita cadascuna té un nombre menor de parlants supervivents que el caddo.
Una altra llengua, l'adai, s'especula que pot haver estat una llengua caddo, però a causa de l'escassetat de documentació i tractar-se d'una llengua extingida, aquesta connexió no és concloent, i l'adai es considera generalment una llengua aïllada.

## Ús i esforços de revitalització de la llengua
Des de 2012 la Nació Caddo oferix classes setmanals de la llengua; també es poden aconseguir CDs de la llengua, un llibre il·lustrat i una web d'aprenentatge online. Des de 2010 hom pot aconseguir una aplicació caddo per a telèfons android.
La nació Caddo fa un esforç considerable per guardar l'idioma caddo. La fundació Kiwat Hasinay ('Llar Caddo'), situada a la llar tribal de Binger a l'estat d'Oklahoma, ofereix regularment classes de llengua caddo, a més publica diccionaris, glossaris i altres recursos lingüístics caddo. També han fet un projecte a llarg termini de tractar de registrar en arxius digitals les tradicions orals caddo, que són una part important de la cultura caddo.

## Fonologia

### Consonants
El caddo té 19 consonants contrastives, que és un inventari de consonants de mida normal. És una cosa inusual, ja que no té consonants Laterals. Els símbols IPA per a les consonants caddo es donen a continuació:
|            |            | Bilabial | Alveolar | Palatal | Velar | Glotal |
| ---------- | ---------- | -------- | -------- | ------- | ----- | ------ |
| Nasal      | Nasal      | m        | n        |         |       |        |
| Oclusiva   | Sorda      | p        | t        |         | k     | ʔ      |
| Oclusiva   | Sonora     | b        | d        |         |       |        |
| Oclusiva   | Ejectiva   |          | tʼ       |         | kʼ    |        |
| Africada   | Sorda      |          | ts       | tʃ      |       |        |
| Africada   | Ejectiva   |          | tsʼ      | tʃʼ     |       |        |
| Fricativa  | Fricativa  |          | s        | ʃ       |       | h      |
| Aproximant | Aproximant |          |          | j       | w     |        |

El caddo també compta amb geminació contrastiva (allargament) de consonants, que s'indica generalment en l'ortografia per una doble lletra; per exemple /hɑ́ttih/ ‘dona’.

### Vocals
El caddo té tres vocals contrastives, /i/, /ɑ/ i /u/, i dues longituds vocàliques contrastives, llarga i curta, per un total de sis fonemes vocàlics.
|         | Frontal | Central | Posterior |
| ------- | ------- | ------- | --------- |
| Alta    | i iː    |         | u uː      |
| Mitjana |         |         |           |
| Baixa   |         | a aː    |           |